# Mr. Monk Is a Mess
Mr. Monk Is a Mess è il quattordicesimo romanzo scritto da Lee Goldberg basato sulla serie televisiva Detective Monk. È stato pubblicato il 5 giugno 2012. Come gli altri romanzi, la storia è narrata da Natalie Teeger, l'assistente di Adrian.

## Trama
Dopo essere arrivati a casa a San Francisco dopo aver prestato servizio come agenti di polizia a Summit, New Jersey, Natalie trova un cadavere nella sua vasca da bagno. Chiede aiuto a Monk, ma egli non gli presta attenzione: è più interessato a risolvere il caso della scomparsa di Yuki Nakamura, la fidanzata di suo fratello Ambrose.

### Mr. Monk and the Talking Car
Mr. Monk and the Talking Car è un estratto da Mr. Monk Is a Mess, pubblicato come breve storia nel numero di maggio 2012 d'Ellery Queen's Mystery Magazine prima del rilascio del libro.

## Personaggi

### Personaggi della serie televisiva
- Adrian Monk: il detective protagonista della serie, interpretato nella serie da Tony Shalhoub
- Natalie Teeger: assistente di Adrian e narratrice del romanza, interpretata nella serie da Traylor Howard
- Ambrose Monk: fratello agorafobico di Monk, interpretato nella serie da John Turturro
- Leland Stottlemeyer: capitano della polizia di San Francisco, interpretato nella serie da Ted Levine
- Sharona Fleming: ex infermiera e assistente di Monk, ora fidanzata di Randy, interpretata nella serie da Bitty Schram

### Personaggi del romanzo
- Amy Devlin: tenente braccio destro di Stottlemeyer nel dipartimento di polizia di San Francisco
- Yuki Nakamara: assistente di Dub Clemens fino alla sua morte, ora è l'assistente e fidanzata di Ambrose
- Ellen Morse: la proprietaria di un negozio a Summit, nel New Jersey che vende oggetti realizzati con escrementi igienizzati. Nonostante la sua professione, Adrian stringe una forte amicizia con lei, visto che entrambi hanno molto a cura le idee di simmetria e di igienizzazione.